# علوم اجتماعی محاسباتی
علوم اجتماعی محاسباتی به زیرشاخه‌های دانشگاهی مربوط به رویکردهای محاسباتی علوم اجتماعی اشاره دارد. این بدان معنی است که از کامپیوترها برای مدلسازی، شبیه‌سازی و تحلیل پدیده‌های اجتماعی استفاده می‌شود. زمینه‌ها شامل اقتصاد محاسباتی، جامعه‌شناسی محاسباتی، کلیودینامیک، فرهنگ‌شناسی و تحلیل خودکار مطالب در رسانه‌های اجتماعی و سنتی است. در این تحقیق به بررسی روابط و تعاملات اجتماعی و رفتاری از طریق شبیه‌سازی اجتماعی، مدلسازی، تحلیل شبکه و تحلیل رسانه تمرکز می‌شود.

## تعاریف
دو اصطلاح وجود دارد که به یکدیگر مرتبط هستند: علوم علوم اجتماعی (SSC) و علوم اجتماعی محاسباتی (CSS). در ادبیات، CSS به رشته‌ای از علوم اجتماعی گفته می‌شود که از رویکردهای محاسباتی در مطالعه پدیده‌های اجتماعی استفاده می‌کند. از سوی دیگر، SSC زمینه‌ای است که در آن روش‌های محاسباتی برای کمک به توضیح پدیده‌های اجتماعی خلق می‌شود.
علوم اجتماعی محاسباتی انقلابی در هر دوپایه اساسی روش علمی ایجاد می‌کند: تحقیقات تجربی، به ویژه از طریق داده‌های بزرگ، با تجزیه و تحلیل ردپای دیجیتالی که از طریق فعالیت‌های آنلاین اجتماعی به جا مانده‌است و نظریه علمی، به ویژه از طریق ساخت مدل شبیه‌سازی رایانه ای از طریق شبیه‌سازی اجتماعی.این یک رویکرد چند رشته‌ای و یکپارچه برای بررسی اجتماعی است که بر پردازش اطلاعات با استفاده از فناوری پیشرفته اطلاعات تمرکز دارد. وظایف محاسباتی شامل تجزیه و تحلیل شبکه‌های اجتماعی، سیستم‌های جغرافیایی اجتماعی، محتوای رسانه‌های اجتماعی و محتوای رسانه‌های سنتی است.
کارهای علوم اجتماعی محاسباتی به‌طور فزاینده ای به دسترسی بیشتر پایگاه‌های داده بزرگ متکی است که در حال حاضر توسط تعدادی از پروژه‌های میان رشته‌ای ساخته و نگهداری می‌شود، از جمله آن‌ها:
- بانک اطلاعات Seshat: Global History، که به‌طور سیستماتیک گزارش‌های پیشرفته مربوط به سازمان سیاسی و اجتماعی گروه‌های انسانی و چگونگی تکامل جوامع را به عنوان یک بانک اطلاعاتی معتبر جمع‌آوری می‌کند.[۷] Seshat همچنین وابسته به موسسه Evolution، یک اتاق فکر غیرانتفاعی است که «از علوم تکاملی برای حل مشکلات دنیای واقعی استفاده می‌کند.»
- D-PLACE: پایگاه داده‌ای از مکان‌ها، زبان‌ها، فرهنگ و محیط زیست، که داده‌های مربوط به بیش از ۱۴۰۰ شکل‌گیری اجتماعی انسان را فراهم می‌کند[۸]
- اطلس تکامل فرهنگی بایگانی‌شده  در ۱۵ دسامبر ۲۰۱۹ توسط Wayback Machine، پایگاه داده باستان‌شناسی ایجاد شده توسط پیتر ن. پرگرین[۹]
- CHIA: اطلاعات مشترک برای تجزیه و تحلیل تاریخی، یک تلاش مشترک چند رشته‌ای به میزبانی دانشگاه پیتسبورگ با هدف بایگانی اطلاعات تاریخی و پیوند دادن داده‌ها و همچنین م institutionsسسات دانشگاهی / پژوهشی در سراسر جهان
- م Instituteسسه بین‌المللی تاریخ اجتماعی، که داده‌های مربوط به تاریخ اجتماعی جهانی روابط کار، کارگران و کارگران را جمع‌آوری می‌کند.
- روابط انسانی پرونده‌های eHRAF باستان‌شناسی[۱۰]
- روابط انسانی پرونده‌های eHRAF فرهنگ‌های جهانی[۱۱]
- Clio-Infra یک بانک اطلاعاتی از سنجش عملکرد اقتصادی و سایر جنبه‌های رفاه جامعه در نمونه جهانی جوامع از سال ۱۸۰۰ تا به امروز
- Google Ngram Viewer، یک موتور جستجوی آنلاین که فرکانس مجموعه ای از رشته‌های جستجو با ویرگول را با استفاده از تعداد گرم سالیانه n گرم که در بزرگترین مجموعه اطلاعات آنلاین بشر، مجموعه Google Books یافت می شود، ترسیم می‌کند.

تجزیه و تحلیل مقادیر گسترده روزنامه‌های تاریخی و محتوای کتاب در سال ۲۰۱۷ آغاز شده‌است، در حالی که سایر مطالعات روی داده‌های مشابه نشان داد که چگونه می‌توان ساختارهای دوره ای را به‌طور خودکار در روزنامه‌های تاریخی کشف کرد. تجزیه و تحلیل مشابه در رسانه‌های اجتماعی انجام شد، ساختارهای دوره ای به شدت آشکار می‌شود.
در حال حاضر به دلیل اهمیت این رشته در مسائل حکمرانی و صنعت، مراکز آموزشی، شرکت‌ها و موسسات بسیاری در سرتاسر دنیا در حال انجام تحقیقات متعددی در این رشته هستند تا دریچه‌های جدیدی از این علم را به سمت جوامع بگشایند. چشم‌انداز این رشته نوظهور در ایران نیز رو به رشد است.
با توجه به ضرورت راه‌اندازی رشته علوم اجتماعی محاسباتی در دانشگاه‌های کشور، در سال ۱۳۹۷ یک گروه علمی در راستای تدوین این رشته تشکیل شده و نهایتا با پیگیری دکتر عبدالحسین کلانتری، دانشیار دانشکده علوم اجتماعی دانشگاه تهران، در دانشگاه تهران ایجادشد.
با پیشنهاد اعضا، دکتر میثم علی‌زاده، بنیانگذار شرکت مفید تحلیل داده (Metodata) از ابتدا به عنوان دبیر گروه علمی، مسئولیت طراحی و تدوین دروس تخصصی رشته را برعهده گرفت. طرح راه‌اندازی رشته علوم اجتماعی محاسباتی در تاریخ ۹۹.۰۴.۰۲ به تصویب شورای برنامه‌ریزی آموزشی دانشگاه تهران رسید و مراحل تصویب آن در وزارت علوم، تحقیقات و فناوری در حال اتمام است. این رشته برای مقطع کارشناسی‌ارشد طراحی‌شده و میزبان آن دانشکده مهندسی برق و کامپیوتر دانشگاه تهران خواهدبود.